# Ordinary Man
Ordinary Man – dwunasty album studyjny angielskiego artysty heavymetalowego Ozzy’ego Osbourne’a, wydany 21 lutego 2020 roku przez Epic Records. Promowały go trzy single: „Under the Graveyard”, „Straight to Hell” i „Ordinary Man”. Za oprawę muzyczną odpowiadają między innymi Duff McKagan, Chad Smith, Slash, Tom Morello i Charlie Puth.

## Lista utworów
1. „Straight to Hell” – 3:45
2. „All My Life” – 4:18
3. „Goodbye” – 5:34
4. „Ordinary Man” (gośc. Elton John) – 5:01
5. „Under the Graveyard” – 4:57
6. „Eat Me” – 4:19
7. „Today Is the End” – 4:06
8. „Scary Little Green Men” – 4:20
9. „Holy for Tonight” – 4:52
10. „It’s a Raid” (gośc. Post Malone) – 4:20
11. „Take What You Want” (Post Malone; gośc. Ozzy Osbourne, Travis Scott) – 3:49

## Certyfikaty i sprzedaż
| Kraj                     | Certyfikat  | Sprzedaż |
| ------------------------ | ----------- | -------- |
| Kanada (MC)              | złota płyta | 40 000+  |
| Polska (ZPAV)            | złota płyta | 10 000+  |
| Stany Zjednoczone (RIAA) | złota płyta | 500 000+ |